# Топп, Лори
Лоуренс Роберт (Лори) Топп (англ. Lawrence Robert "Laurie" Topp; 11 ноября 1923, Сент-Панкрас, Лондонское графство — 8 января 2017) — английский футболист, крайний полузащитник.

## Биография

### Ранние годы
Родился в Сент-Панкрасе, но вскоре его семья переехала в другой пригород Лондона — Эджвар. В школе показывал хорошие результаты по всем видам спорта, но в итоге выбрал футбол. В 16 лет он прекратил обучение и начал работать в фирме Desoutter Brothers, занимавшейся промышленными инструментами в Колиндейле, не прекращая занятия футболом. Во время Второй мировой служил в качестве пожарного наблюдателя параллельно с работой и игрой. В дальнейшем, в знак благодарности за то, что работодатель не препятствовал спортивным выступлениям Топпа, его клуб «Хендон» предоставлял сотрудникам Desoutter Brothers бесплатные билеты на важные матчи.

### Футбольная карьера

#### Клубная
29 января 1944 года провёл свой первый матч за «Хендон», когда в рамках лиги военного времени Хертфордшира и Мидлсекса был переигран «Клэптон». В итоге с 1944 по 1961 годы за «Хендон» он провёл 587 официальных встреч, в которых забил 16 голов, принимал участие в проигранном финале любительского Кубка Англии 1955 года против «Бишоп Окленд» и сравнял счёт в победном финале 1960 года против «Кингстониан» (2:1), поразив ворота ударом с линии штрафной.
Являлся одной из легенд «Хендона» и одним из лидеров по количеству игр, проведённых в составе клуба, на период его выступлений пришлись все три победы команды в Афинской лиге (1952/53, 1955/56, 1960/61), три победы в Большом кубке Мидлсекса (1955/56, 1957/58, 1959/60) и шесть побед в Большом благотворительном кубке Мидлсекса (1944/45, 1945/46, 1946/47, 1947/48, 1953/54, 1956/57).

#### В сборных
В 1947 году провёл свой первый матч за любительскую сборную Англии, это была игра против Уэльса. Всего за сборную любителей он провёл 32 встречи.
В составе сборной Великобритании дважды принимал участие в Олимпийских играх (1952, 1956), где сыграл во всех трёх матчах своей команды, отметившись голом в игре турнира 1956 года против Таиланда (9:0). Также принимал участие в отборочной игре к тому турниру против Болгарии (3:3).

##### Матчи за сборную
| Матчи Топпа за олимпийскую сборную Великобритании | Матчи Топпа за олимпийскую сборную Великобритании | Матчи Топпа за олимпийскую сборную Великобритании | Матчи Топпа за олимпийскую сборную Великобритании | Матчи Топпа за олимпийскую сборную Великобритании | Матчи Топпа за олимпийскую сборную Великобритании |
| ------------------------------------------------- | ------------------------------------------------- | ------------------------------------------------- | ------------------------------------------------- | ------------------------------------------------- | ------------------------------------------------- |
| №                                                 | Дата                                              | Оппонент                                          | Счёт                                              | Голы Топпа                                        | Соревнование                                      |
| 1                                                 | 16 июля 1952                                      | Люксембург                                        | 3:5                                               | —                                                 | Финальные матчи ОИ-1952                           |
| 2                                                 | 12 мая 1956                                       | Болгария                                          | 3:3                                               | —                                                 | Отборочные матчи ОИ-1956                          |
| 3                                                 | 26 ноября 1956                                    | Таиланд                                           | 9:0                                               | 1                                                 | Финальные матчи ОИ-1956                           |
| 4                                                 | 30 ноября 1956                                    | Болгария                                          | 1:6                                               | —                                                 | Финальные матчи ОИ-1956                           |

Итого: 4 матча / 1 гол забит; 1 победа, 1 ничья, 2 поражения.

### Вне футбола
Лори был женат на Глэдис Мэй Кук, они воспитали одну дочь и трёх сыновей, имели семь внуков и пять правнуков.
Последние годы жизни Топп провёл в доме престарелых в Бродстоуне (Пул, Дорсет), так как деменция не позволяла ему самостоятельно себя обслуживать. 8 января 2017 года Топп ушёл из жизни, прощание с ним состоится 26 января в крематории Пула.

## Достижения
Как игрока «Хендона»:
- Афинская лига:
  - Чемпион: 1955/56, 1957/58, 1959/60
  - Второе место: 1947/48, 1948/49, 1951/52
- Кубок Англии среди любителей:
  - Победитель: 1959/60
  - Финалист: 1954/55
- Большой кубок Мидлсекса:
  - Победитель: 1955/56, 1957/58, 1959/60
  - Финалист: 1946/47, 1956/57, 1960/61
- Большой благотворительный кубок Мидлсекса:
  - Победитель: 1944/45, 1945/46, 1946/47, 1947/48, 1953/54, 1956/57